# Lapeirousia erythrantha
Lapeirousia erythrantha är en irisväxtart som först beskrevs av Johann Friedrich Klotzsch och Friedrich Wilhelm Klatt, och fick sitt nu gällande namn av John Gilbert Baker. Lapeirousia erythrantha ingår i släktet Lapeirousia och familjen irisväxter. Inga underarter finns listade i Catalogue of Life.